# هنري الرابع ملك إنجلترا

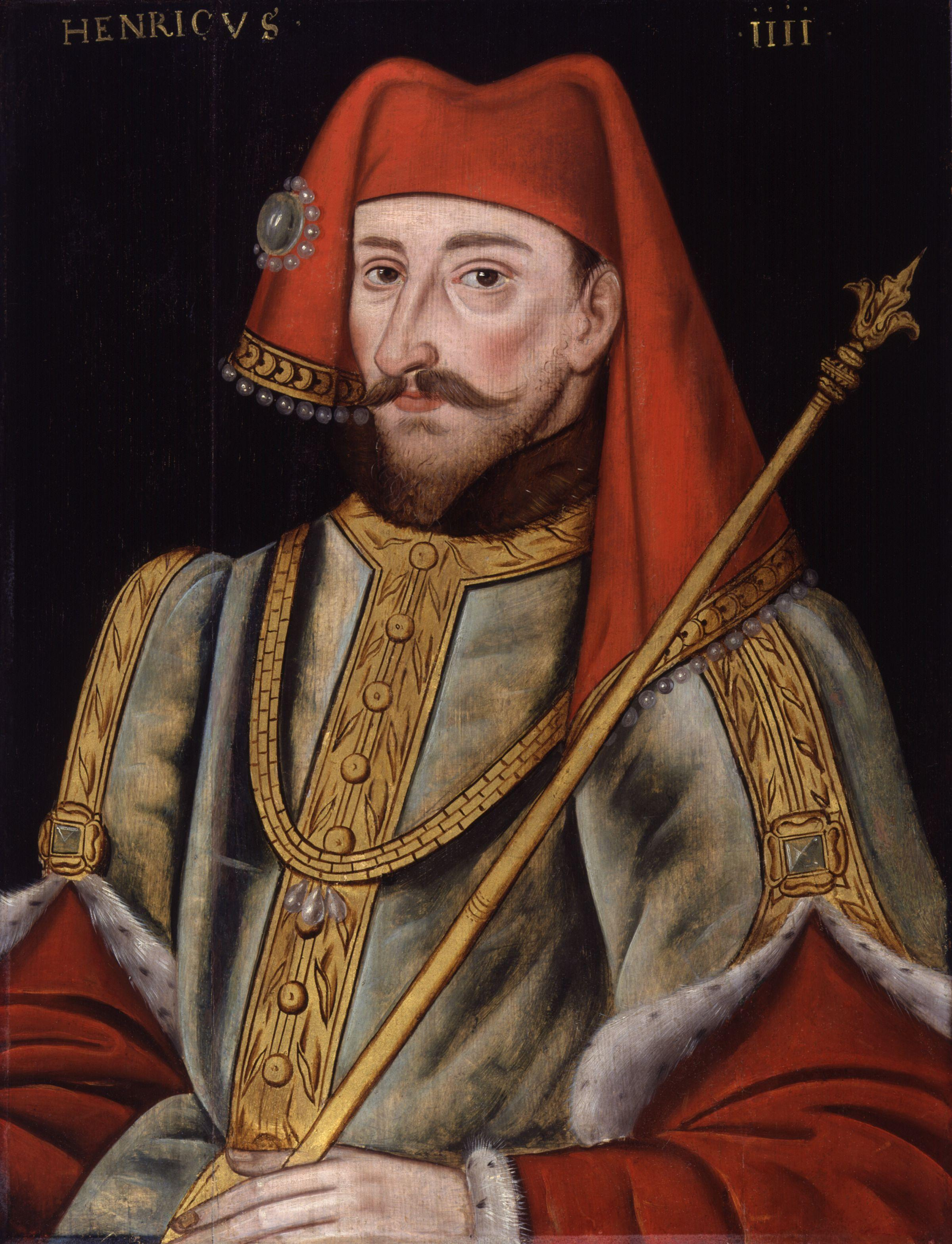
هنري الرابع ملك إنجلترا

 هنري الرابع  (3 أبريل 1366 - 20 مارس 1413) ملك إنجلترا ولورد أيرلندا بين عامي 1399 و 1413، وهو تاسع ملوك أسرة بلانتاجانت. ولد في قلعة بولينجبروك في لينكونشير، ومن هنا جاءت تسميته الأخرى التي كان يعرف بها،  هنري بولينجبروك . والده هو جون جونت دوق لانكستر الابن الثالث للملك إدوارد الثالث. اعتلى هنري الرابع العرش، بعد أن خلع ابن عمه إدوارد الأمير الأسود ريتشارد الثاني، ليبدأ بذلك حكم أسرة لانكستر.
تمتع جون غونت بنفوذ كبير خلال معظم فترة حكم ابن أخيه، الملك ريتشارد الثاني. شارك هنري في ثورة اللوردات ضد ريتشارد في عام 1388. نُفي لاحقًا بأمر من الملك. بعد وفاة جون غونت في عام 1399، لم يسمح الملك بأن يرث هنري دوقية غونت. في ذلك العام، حشد هنري مجموعة من أنصاره، وأطاح بريتشارد الثاني وسجنه، واستولى على العرش.
تعيّن على هنري، بصفته ملكًا، التصدي للأقاويل التي تفيد بأن ريتشارد الثاني، الذي توفي في عام 1400، ما يزال على قيد الحياة. واجه أيضًا عددًا من الثورات. ثار أوين غليندور، الذي نصَب نفسه حاكمًا لويلز، ضد الملك. انتصر هنري الرابع على هنري بيرسي، إيرل نورثمبرلاند الأول، في معركة شروزبيري عام 1403. عانى الملك من تردي حالته الصحية في الجزء الأخير من فترة حكمه. خلفه ابنه الأكبر، هنري الخامس، بعد وفاته في عام 1413.

## الأشقاء
كان لهنري شقيقتين أكبر منه: فيليبا لانكاستر، ملكة البرتغال، وإليزابيث لانكستر، دوقة إكستر. وكانت كاثرين لانكاستر، كونستانس قشتالة، أخته غير الشقيقة الأصغر، ابنة زوجة والده الثانية. كان له أربعة اخوة غير أشقاء وُلدوا لكاثرين سوينفورد، التي كانت تعمل مربية لشقيقاته، ثم أصبحت عشيقة والده القديمة وزوجته الثالثة لاحقًا. مُنح هؤلاء الأطفال غير الشرعيين لقب عائلة بوفورت من مسقط رأسهم في قصر بوفورت في مقاطعة شامبانيا بفرنسا.
كانت علاقة هنري بزوجة والده، كاثرين سوينفورد، جيدة، بيد تفاوت علاقته بالإخوة بوفورت. كان يبدو مقربًا لجميعهم أثناء شبابه، إلا أن مشاحناته مع هنري وتوماس بوفورت اكتُنفت بالمشاكل بعد عام 1406. تزوج رالف نيفيل، البارون الرابع نيفيل، بجوان بوفورت، أخت هنري غير الشقيقة. بقي نيفيل واحدًا من أشد مؤيدي هنري، وكذلك أخوه الأكبر غير الشقيق، جون بوفورت، رغم أن هنري سحب منه رتبة الماركيز التي منحها ريتشارد الثاني له. كان توماس سوينفورد، ابن كاثرين من زواجها الأول، رفيقًا مخلصُا لهنري. عمل توماس في جهاز الشرطة في قلعة بونتيفراكت، حيث قيل إن ريتشارد الثاني قد توفي.
جوان أخت هنري غير الشقيقة هي والدة سيسلي نيفيل، دوقة يورك. تزوجت سيسلي بريتشارد بلنتجنت الثالث، دوق يورك، وكان لها العديد من الأبناء، بما في ذلك إدوارد الرابع وريتشارد الثالث، ما جعل جوان جدة ملكين لإنجلترا من أسرة يورك.

## العلاقة بريتشارد الثاني
واجه هنري علاقة أكثر اضطرابًا مع الملك ريتشارد الثاني مقارنة بأبيه. صُنّف جميع الأقارب وأصدقاء الطفولة برتبة فرسان الرباط في عام 1377، بيد أن هنري شارك في تمرد اللوردات على الملك عام 1387. بعد استعادة السلطة، لم يعاقب ريتشارد هنري رغم أنه أعدم العديد من البارونات المتمردين أو نفاهم. بل أن ريتشارد رقّى رتبة هنري من إيرل ديربي إلى دوق هيريفورد.
أمضى هنري عام 1390 كاملًا في دعم الحصار الفاشل الذي فرضه فرسان التيوتون على فيلنيوس (عاصمة دوقية ليتوانيا الكبرى)، حيث تراوح عدد فرسان الأسرة بين 70 و80 فارسًا. خلال هذه الحملة، اشترى هنري النساء والأطفال الليتوانيين الأسرى وأعادهم إلى كونيغسبرغ ليجري نقلهم. أبرزت بعثة هنري الثانية إلى ليتوانيا عام 1392 المنافع المالية العائدة من وراء تنظيم هؤلاء النزلاء الصليبيين. تألف جيشه الصغير من أكثر من مئة رجل، بما في ذلك رماة القوس الطويل وستة منشدين، بتكلفة إجمالية بلغت 4360 جنيه إسترليني تكبدتها أسرة لانكستر. رغم الجهود التي بذلها هنري وأتباعه الصليبيين الإنجليز، باءت هجماته التي شنها على فيلنيوس على مدار عامين بالفشل. في 1392–1393، حجّ هنري إلى القدس، حيث قدم القرابين في الضريح المقدس وجبل الزيتون. وتعهد لاحقًا بقيادة حملة صليبية لتحرير القدس من الكافر، ولكنه توفي قبل أن يتمكن من تحقيق ذلك.
واجهت علاقة هنري بالملك أزمة أخرى. في عام 1398، فسر هنري تعليقًا أدلى به توماس دي موبراي، دوق نورفولك الأول، فيما يتعلق بحكم ريتشارد الثاني على أنه خيانة وأبلغ الملك بشأنه. وافق الدوقان على إجراء مبارزة شرف (دعا ريتشارد الثاني لها) في غوسفورد غرين قرب قلعة كالدون، موطن موبراي في كوفنتري. ولكن قبل انعقاد المبارزة، قرر ريتشارد إبعاد هنري من المملكة (بموافقة والد هنري، جون غونت) لتجنب المزيد من إراقة الدماء. نُفي موبراي لبقية حياته.
توفي جون غونت في فبراير 1399. ألغى ريتشارد الوثائق القانونية التي كانت تسمح لهنري بوراثة أرض غونت تلقائيًا دون إبداء أسباب ذلك. ما حدث بدلًا من ذلك هو أنه تعيّن على هنري مطالبة ريتشارد بالحصول على الأراضي. بعد تردد طويل، التقى هنري بالمنفي توماس أروندل، رئيس أساقفة كانتربيري السابق، الذي فقد منصبه بسبب تورطه مع اللوردات المتمردين. عاد هنري وأروندل إلى إنجلترا بينما كان ريتشارد في حملة عسكرية في أيرلندا. شن هنري حملة عسكرية، بصحبة أروندل مستشارًا له، فصادر الأرض من أولئك الذين عارضوه وأمر جنوده بتدمير جزء كبير من تشيشير. أعلن هنري في البداية أن نيته كانت استعادة حقوقه كدوق لانكستر، رغم أنه سرعان ما حظي بالقدر الكافي من القوة والدعم ليعلن نفسه الملك هنري الرابع، وسجن الملك ريتشارد (الذي توفي في السجن في ظل ظروف غامضة) وتجاوز وريث ريتشارد المفترض الذي يبلغ من العمر سبعة أعوام، إدموند مورتيمر، إيرل مارس الخامس. قد يكون تتويج هنري، في 13 أكتوبر 1399 في دير وستمنستر، أول حفل تتويج يلقي فيه الحاكم خطابًا باللغة الإنجليزية منذ الفتح النورماندي لإنجلترا.
تشاور هنري مع البرلمان مرارًا، ولكنه عارض بعض أعضاءه أحيانًا، خاصة فيما يتعلق بالمسائل الكنسية. بناءً على توصية من أروندل، حصل هنري من البرلمان على تشريع حرق الزنادقة في عام 1401، الذي نص على إحلال عقوبة الحرق بالهراطقة، وهو قانون أُقر أساسًا لقمع الحركة اللولاردية. في عام 1410، اقترح البرلمان مصادرة أراضي الكنيسة. رفض هنري مهاجمة الكنيسة التي ساعدته على الوصول إلى السلطة، وكان على مجلس العموم أن يتوسل من أجل إلغاء مشروع القانون.